# Maintenance félibréenne du Languedoc
La maintenance du Languedoc est la subdivision du Félibrige pour le Languedoc. Fondée en 1876, elle se compose d'écoles félibréennes, qui regroupent elles-mêmes les félibres de la région.

## Historique
Une première Société des félibres du Languedoc voit le jour le 4 novembre 1875 à Montpellier.
Cette réunion ouvre la voie à la réforme de l'organisation du Félibrige le 21 mai 1876, où la maintenance du Languedoc est une des trois premières créées, avec celles de Provence et de Catalogne. Elle couvre alors le territoires des départements de la Haute-Garonne, du Gers, des Hautes-Pyrénées, des Basses-Pyrénées, des Landes, de la Gironde, de la Dordogne, de la Haute-Vienne, de la Creuse et de l'Ariège. Elle compte alors trois écoles, à Nîmes, Alès et Montpellier. 
Sa réunion constitutive se tient le 25 mars 1877. Sur la suggestion de Frédéric Mistral, elle adopte le montpelliérain pour la rédaction de ses actes officiels.
Dès 1877, elle est amputée de Toulouse et deux départements, qui rejoignent la maintenance d'Aquitaine nouvellement formée. Louis-Xavier de Ricard explique ce démembrement, qu'il conteste, par la « pénurie d'écoles félibréennes ». Ce dernier fonde avec Auguste Fourès La Lauseta, qui concurrence la maintenance.
En mai 1878, la maintenance participe à l'organise des fêtes latines de Montpellier.
En novembre 1879, elle établit une commission de sept membres chargée de normaliser l'orthographe du languedocien.
Jean Fourié souligne l'éparpillement des félibres de la maintenance, et les efforts déployés pour les rassembler par le premier syndic, Charles de Tourtoulon. Des débats continuent toutefois de faire rage durant les années qui suivent, notamment à propos du Félibrige latin d'Alphonse Roque-Ferrier, qui suscitent plusieurs démissions en 1892.
À partir de 1887, les assemblées générales commencent à se tenir en dehors de Montpellier, pour se transporter à Cournonterral,Ganges ou Alès, puis dans de multiples autres villes du territoire. La maintenance participe également à l'organisation de jeux floraux.
À compter de 1890, sous le syndicat d'Hippolyte Messine, une quinzaine d'écoles éclosent au sein de la maintenance.
En 1905, les maintenances sont supprimées, puis réactivées en 1912. La vie félibréenne est de nouveau mise en sommeil durant la Première Guerre mondiale.
En 1931, paraît à l'initiative de Clardeluno et le syndic Pierre Azéma l'Antoulougio escoulario de Lengadoc, projetée de longue date. Dans le même temps, est érigé à Montpellier, avec le soutien de la maintenance, un monument à Ricard.
À partir de 1945, l'Institut d'études occitanes attire un certain nombre de félibres par sa « politique de recrutement attractif », et prend peu à peu le dessus dans le territoire de la maintenance.

## Syndics
| Identité                             | Période | Période | Durée         |
| Identité                             | Début   | Fin     | Durée         |
| ------------------------------------ | ------- | ------- | ------------- |
| Charles de Tourtoulon (1836 - 1913)  | 1877    | 1879    | 2 ans         |
| Camille Laforgue (d) (1829 - 1903)   | 1879    | 1885    | 6 ans         |
| Frédéric Donnadieu (1843 - 1899)     | 1885    | 1890    | 5 ans         |
| Hippolyte Messine (d) (1835 - 1902)  | 1890    | 1903    | 13 ans        |
| Prosper Estieu (1860 - 1939)         | 1903    | 1905    | 2 ans         |
| Jean Fournel (d) (1865 - 1941)       | 1912    | 1913    | 1 an          |
| Paul Albarel (1873 - 1929)           | 1913    | 1922    | 9 ans         |
| Adrien Fédières (d) (1885 - 1924)    | 1922    | 1924    | 2 ans         |
| Jules Azéma (d) (1869 - 1936)        | 1925    | 1928    | 3 ans         |
| Pierre Azéma (1891 - 1967)           | 1928    | 1948    | 20 ans        |
| Auguste Domergue (d) (1896 - 1970)   | 1948    | 1970    | 22 ans        |
| Joseph Ricôme (d) (1901 - 1973)      | 1970    | 1973    | 3 ans         |
| Pierre Gombert (d) (1946 - 2002)     | 1974    | 1978    | 4 ans         |
| Pierre Azémard (d) (1921 - 2006)     | 1978    | 1997    | 19 ans        |
| Patrick Revellat (d) (né en 1955)    | 1997    | 2001    | 4 ans         |
| Stéphane Lombardo (d)                | 2001    | 2003    | 2 ans         |
| Marie-Noële Dupuis (d) (née en 1946) | 2003    | 2013    | 10 ans        |
| Raymond Crouzet (d) (1937 - 2003)    | 2003    | 2003    | moins d’un an |
| Gabriel Brun (né en 1951)            | 2013    | 2021    | 8 ans         |
| Philippe Reig (d) (né en 1950)       | 2021    |         |               |

## Écoles
- Société des félibres de Paris (1895)[12]
- Nacioun gardiano (1904)[12]
- Les Toulousains de Toulouse (1904)[12]
- Escóla occitana (1919)[12]
- Escolo dóu Vidourle (1920)[12]
- Escolo d'Argènço (1921)[a],[12]
- Lo Grelh Roergàs (1921)[12]
- La Tour magne (1931)[b],[13]
- Escolo Trencavel (1937)[13]
- Escolo gabalo (1984)[13]
- Païs nostre (1984)[13]
- Li Gènt dóu bufaloun (2005)[14]
- Cercle langue d'oc du canton d'Aigues-Mortes (2008)[14]
- Sian d'aqui (2016)[14]
- La Margarideto (2017)[14]
- Escolo de tradicioun de Bèu-caire (2017)[14]
- Lou Parla de nòstis àvi (2017)[14]
- La Sant-gilenco (2019)[14]
- Lou Plantié de Massihargue (2018)[14]

### Défuntes
- Escòla dau paratge (1876-?)[12]
- Escolo de Nimes (1876-1930)[12]
- Escolo de la Tabo (1876-?)[12]
- Escolo dóu Rose (1890-1921)[12]
- Escòla audenca (1892-1935)[12]
- Escolo carsinolo (1893-années 1960)[12]
- Escolo de Seto (1894-1914)[12]
- Escolo oubergnato (1894-?)[12]
- École parisienne du Félibrige (1894-années 1900)[12]
- Escolo de Mount-Segur (1896-1904)[12]
- Escolo del Titan (1897-1905)[12]
- La Cigalo lengadouciano (1906-1933)[12]
- La Clocada dels clastres (1908-?)[12]
- Escolo moundino (1911-1939)[9]
- La Cigalo narbouneso (1911-?)[12]
- La Lauseta (1912-?)[12]
- Escolo di lesert (1918-?)[12]
- Jouvènço nimesenco (1923-1930)[13]
- Escolo de Clausouno (1924-?)[13]
- Los Grilhs del Lauragués (1926-?)[13]
- Las Trelhas (1927-?)[13]
- La Toungo (1927-?)[13]
- Lou Seden (1927-?)[13]
- Escòla Peyrottas (1928-?)[13]
- Lou Grel carsinol (1928-?)[13]
- Lous Troubadours (1930-?)[13]
- Gropament Frederic-Mistral (1930-?)[13]
- Escolo dóu Sarret (1932-?)[13]
- Escòla Rochegude (1932-?)[13]
- Lous Greihous vilafrancats (1933-?)[13]
- La Campana d'Agot (1933-?)[13]
- Escòla de Menèrba (1935-?)[13]
- Escòla Dom-Vaissette (1936-?)[13]
- Escòla d'Autpoul (1936-1939)[13]
- Estela del Razès (1943-?)[13]
- Las dos Brianças (1944-?)[13]
- Escòla de la Crotz-Jauna (1944-?)[13]
- La Capeleta (1948-?)[13]
- Lo Calelh (1951-?)[13]
- Escolo de l'Angloro (1956-?)[13]
- La Bruga del Sidòbre (1959-?)[13]

## Publications

### Ouvrages
- Antoulougio escoulario de Lengadoc, 1931 (BNF 33243655).
- Pierre Azéma, En memòria de Louvis-Saviè de Ricard (1843-1911), 1932 (SUDOC 009339450).
- Cansounié de Lengadoc, 1942 (SUDOC 012310670).
- Grammaire pratique de la langue d'oc[12] (Béziers, Sodiep), 1951 (SUDOC 008333971).
- Pierrette Bérengier et Yves Gourgaud, Antòni Roux, lou felibre de Lunèl-Vièl : biougrafìo e estùdi literàri, 2019 (SUDOC 248204637).
- Nicolas Lasserre, La Gardiano : rouman camarguen, 2020  (ISBN 978-2-381532-52-3).

### Revues

#### La Cigalo d'or
Peu après sa fondation, la maintenance se dote d'un organe intitulé La Cigalo d'or, à l'existence éphémère. Elle reparaît entre 1887 et 1895.

#### Occitanica
De 1887 à 1889, paraît Occitania à l'initiative de Frédéric Donnadieu et Alphonse Roque-Ferrier, qui y promeuvent notamment le fédéralisme et l'idée latine.

#### Mount-Joio/Mont-Jòia(1989-2000)
Revue dans les deux graphies de la langue d'oc, elle paraît entre 1989 et 2000.

#### Resson dóu nostre(depuis 2018)
Le bulletin commence à paraître en 2018.